# Cemberlitas-hamam

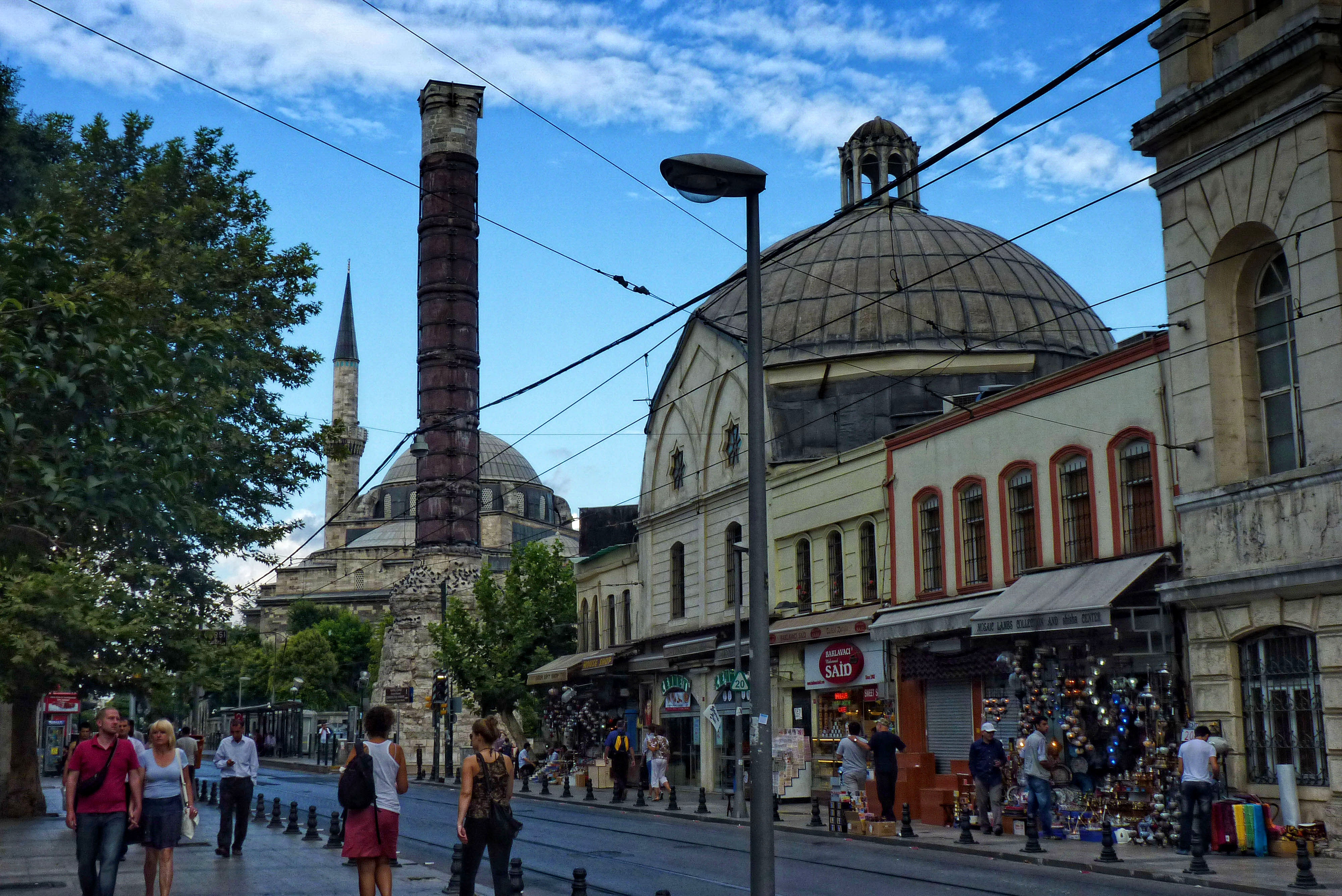

Cemberlitas-hamam (Turks: Çemberlitaş Hamamı) is een historisch Turks badhuis in Istanboel. Het gebouw werd in 1584 gebouwd door de architect Sinan in opdracht van Nurbanu Sultan.

## Architectuur
Het bad heeft een eigen afdeling voor de mannen en vrouwen. Beiden hebben hun eigen toegangsdeur. De camekan is bedekt met een grote koepel. Om de open ruimte zijn aan alle zijden kleedruimtes, daarboven zijn 2 galerijen met kleedruimtes. De sogukluk is bedekt met 3 koepels. De hararet is een cirkelvormige ruimte bedekt met een grote koepel, ondersteund door 12 zuilen en bogen. In de hoeken bevinden zich halvets, kleine hoekruimtes. Deze zijn door een marmeren muur met een poortje met een platte spitsboog gescheiden van de open ruimte. In de open ruimte bevindt zich onder de grote koepel een marmeren platform, de göbek tasi. De hararet wordt verlicht door kleine ronde glasvensters in de koepel.

## Het baden
In deze hamam baden mannen en vrouwen gescheiden. Baders kunnen er zichzelf wassen of worden geholpen door een tellak. Het is de bedoeling dat de baders eerst gaan liggen op de göbek tasi om uit te zweten. Daarna worden ze door de tellak gescrubd en gemasseerd met zeepschuim. Ten slotte volgt een wasbeurt bij een van de waterfonteintjes (kurnas). Als laatste wordt het lichaam gemasseerd met olie, gemaakt van bloemenessences.